# Крутиха (Крутихинский район)
Крути́ха — село в Алтайском крае, административный центр Крутихинского района.

## География
Расположено в 230 км к северо-западу от Барнаула на берегу Новосибирского водохранилища. Село связано с городами и районами края автомобильными трассами. До ближайшей железнодорожной станции Камень-на-Оби около 25 км.

## История
Основано в 1724 году (по другим данным в 1748 году).

## Население
| 1959  | 1979  | 1989  | 1997  | 1998  | 1999  | 2000  | 2001  | 2002  |
| ----- | ----- | ----- | ----- | ----- | ----- | ----- | ----- | ----- |
| 3355  | ↘3224 | ↗4199 | ↗4379 | ↗4436 | ↗4570 | ↗4597 | ↘4470 | ↗4584 |
| 2003  | 2004  | 2005  | 2006  | 2007  | 2008  | 2009  | 2010  | 2011  |
| ↘4512 | ↘4481 | ↘4309 | ↘4306 | ↘4227 | ↘4107 | ↗4115 | ↘3804 | ↘3786 |
| 2012  | 2013  | 2014  | 2015  | 2016  | 2017  | 2018  | 2019  | 2020  |
| ↘3683 | ↘3561 | ↗3579 | ↗3637 | ↗3684 | ↗3726 | ↗3777 | ↘3772 | ↗3817 |
| 2021  |       |       |       |       |       |       |       |       |
| ↘3010 |       |       |       |       |       |       |       |       |

## Инфраструктура
В селе находятся предприятия по производству сельхозпродукции, тротуарной плитки, кирпичный завод, хлебоприёмное предприятие, мельницы, одна общеобразовательная школа, два детских сада, музыкальная школа, медицинские и спортивные сооружения, библиотека.

## Достопримечательности
- Монумент «Материнский подвиг», посвящённый матерям, не дождавшимся сыновей с войны, открыт в августе 2017 года. На одной гранитной плите изображена жительница Крутихи, потерявшая на фронтах Великой Отечественной войны пятерых сыновей, на второй — фамилии женщин, которые потеряли трёх и более детей. Возведение памятника обошлось в 300 тысяч рублей, половина из которых — грант правительства России.[16]

## Люди, связанные с селом
- Заполев, Михаил Михайлович - советский и российский политический деятель, Депутат Государственной Думы IV и V созывов (с 2003 года - по 2008 год), VI созыва (с 2011), кандидат социологических наук;
- Побожий, Александр Алексеевич - советский писатель, инженер-изыскатель. Член Союза писателей СССР.